# Live in Rio
A Live in Rio a brit Queen együttes koncertfilmje, melyen az 1985. január 12-i fellépésük látható a brazil Rock in Rio fesztiválon. A nyolcnapos fesztivál, és így ez a koncert is Rio de Janeiro külvárosában, Barra de Tijucában került megrendezésre, a külön a fesztivál céljára épített, Cidade do Rock(rockváros) nevű helyen. A Queen kétszer lépett fel a fesztivál során. Először 12-én és 19-én hajnalban, rekordszámú néző, 250 000 ember előtt. A koncertfilmet a két fellépés anyagából vágták össze.
1985 májusi megjelenésekor a videó rögtön az eladási lista élére ugrott Angliában, később pedig a "legjobb koncertvideó" kategóriában megkapta a British Video Awardot. 2013 októberében az Eagle Rock egy boxset részeként DVD-n is kiadta a Live in Rio koncertfilmet.

## Számlista
1. Tie Your Mother Down
2. Seven Seas of Rhye
3. Keep Yourself Alive
4. Liar
5. It's a Hard Life
6. Now I'm Here
7. Is This the World We Created..?
8. Love of My Life
9. Brighton Rock
10. Hammer to Fall
11. Bohemian Rhapsody
12. Radio Ga Ga
13. I Want to Break Free
14. We Will Rock You
15. We Are the Champions
16. God Save the Queen

## Külső hivatkozások
- Live in Rio az Internet Movie Database oldalon (angolul)
- Queen Online – Videography